# Michael Argyle
Michael Argyle (Nottingham, 11 agosto 1925 – Nottingham, 6 settembre 2002) è stato uno psicologo inglese.
Ha trascorso la maggior parte della sua carriera presso l'università di Oxford, dove si è occupato di diversi ambiti di ricerca. Durante la sua carriera ha privilegiato i metodi sperimentali nell'ambito della psicologia sociale.

## Pubblicazioni
- Il comportamento sociale (Ed. it. Il Mulino, 1974)
- Il corpo e il suo linguaggio. Studio sulla comunicazione non verbale (Ed. it. Zanichelli, 1992)
- Psicologia sociale della vita quotidiana (Ed. it. Zanichelli, 1996)
- Psicologia della felicità (Ed. it. Raffaello Cortina, 1988)